# Legitimism
Legitimism är en politisk term som används som beteckning för anhängare av en störtad monarki. Legitimisterna anser den störtade regimen som den enda lagliga styrelseskicket, i motsats till det styrande "illegitima".
Begreppet används främst i Frankrike, till en början av de grupper som vägrade acceptera Franska revolutionen, och utropade "Ludvig XVII" som kung, trots att han aldrig krönts eller utövat någon regeringsmakt. Efter hans död hyllades Ludvig XVIII som hans efterträdare, och han behöll det ordningsnumret även sedan han 1814 besteg Frankrikes tron. Även senare regenter kom att använda den ordning som gällt om den Saliska lagen tillämpats.
De som anslöt sig till Karl X av Frankrike och hans ättlingar av huset Bourbons äldsta gren, kallades ursprungligen karlister, därefter legitimister. Anhängarna till Ludvig Filip I av Frankrike och den yngre grenen av Orléans-Bourbon benämndes orléanister eller rojalister.
Legitimisterna fortsatte att utnämna regenter av huset Bourbons äldre gren som Ludvig XIX och Henrik V av Frankrike. Sedan den sistnämnda avlidit och den äldre grenen dött ut "fusionerades" de båda grupperna och kom vanligen att helt enkelt benämnas rojalister. De rojalistiska uppfattningarna drevs under 1900-talet bland annat av Action Française.
Efter huset Habsburgs störtande 1918 uppkom ett legitimistiskt parti i Ungern, företrätt av Albert Apponyi som arbetade för monarkins återupprättande med Otto von Habsburg som tronpretendent.
Strömningen har avtagit under 1900-talet, bortsett från en viss markvinning under Vichyregimen. Andra historiska exempel är spansk carlism och brittisk jakobitism.